# Joaquín Beleño
Joaquín Beleño Cedeño (Panamá, 5 de febrero de 1921-ibíd., 5 de febrero de 1988) fue un escritor y periodista panameño. Como narrador reflejó la realidad sociopolítica de su país y su obra recoge la expresividad del habla popular. 

## Biografía
Fue perito mercantil del Instituto Nacional de Panamá y estudió en la Facultad de Administración Pública de la Universidad de Panamá. Durante sus años como estudiante, trabajó como bracero en el puerto de Balboa. Luego fue albañil en la Zona del Canal y también trabajó para la Armada de los Estados Unidos en Panamá.
Esta experiencia laboral le inspiró las novelas Luna verde, Los forzados de Gamboa y Curundú. En ellas reflejó la discriminación y los abusos sufridos por los propios panameños durante la construcción del Canal.
En su novela Flor de banana (1965) denunció la explotación de los guaymíes por parte de las multinacionales de la fruta.
Como periodista, trabajo en el diario La Hora, manteniendo las columnas Temas Áridos y Brújula. Durante el gobierno de Roberto Chiari presidió el Sindicato de Periodistas de Panamá.

## Obras
- Luna verde (Ministerio de Educación, 1961). Premio Ricardo Miró en 1941.
- Los forzados de Gamboa (Ministerio de Educación, 1960). Premio Ricardo Miró en 1960. Traducida al inglés como Gamboa Road Gang.
- Curundú (Ministerio de Educación, 1963). Premio Ricardo Miró en 1957.
- Flor de Banana (noche de frutas) (Ministerio de Educación, 1970). Premio Ricardo Miró en 1965.